# Houghton on the Hill, Norfolk
Houghton on the Hill var en civil parish fram till 1935 när den uppgick i civil parish North Pickenham, i grevskapet Norfolk i England. Civil parish var belägen 6 km från Swaffham och hade 21 invånare år 1931. Byn nämndes i Domedagsboken (Domesday Book) år 1086, och kallades då Houtuna.